# 西瓦心靈術

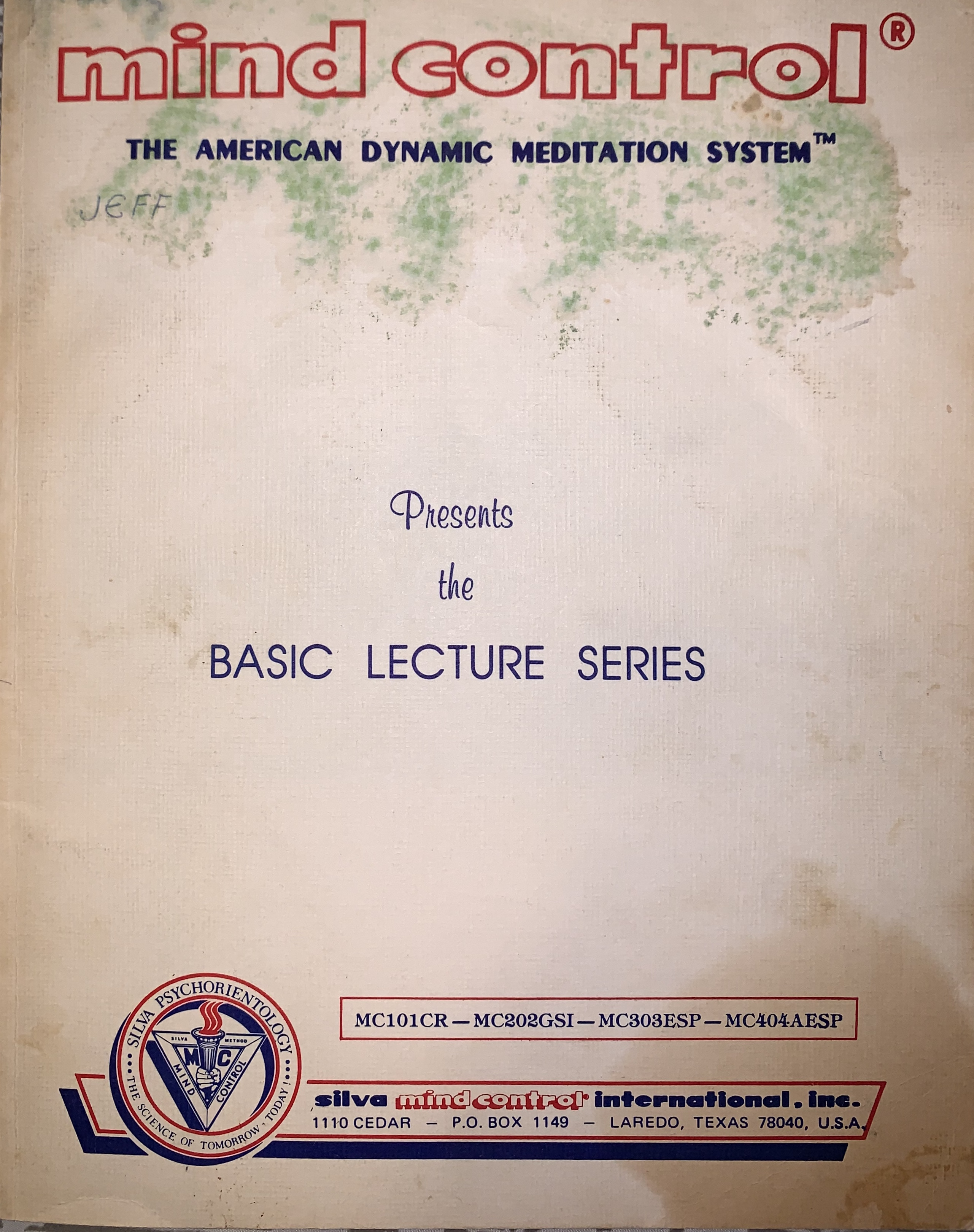
《西瓦心靈術——如何取得另一面的力量》一書

西瓦心靈術是由美國人何塞·西瓦（José Silva）所發明的自我幫助和冥想方法。它声称可以通过放松、开发更高级的大脑功能以及诸如千里眼之类的心灵感应能力来提升個人的能力。
不同人將它定義爲“自我宗教”  、新興宗教  、邪教 ，亦或是伪科学。

## 創始人西瓦
何塞·西瓦（José Silva）是一名在美国德克萨斯州拉雷多長大的電子修理工。他想提高自己孩子的智商，於是便对心理学产生了兴趣。經過实验并確信自己女儿突然有了千里眼之後，西瓦决定进一步了解心灵感应能力的发展。
1944年，西瓦開始發明他的一套方法，称为西瓦心智控制法（Silva Mind Control）。他先是将其應用于家人和朋友，隨後于1960年代將其進行商業化推出。

## 技術
该技術的目的是使人達到一種称为阿爾法（Alpha）状态的精神功能状态並維持住，其中脑波频率为7至14 Hz :p19-20。白日梦和入睡过渡期就属于阿爾法状态。  :p19-20
西瓦声称自己开发出一种程序，可以训练人们的大脑进入增强覺察意识的一些狀態。他还声称已经开发出相應的几种系统化的心理过程，專供人在這些状态下使用，使人能够以特定的意图进行心靈投射。据西瓦称，一旦心智被投射，人就可以看到远处的物体或位置，并可以与更高的智慧联系以获得指导。据称，投射心智所接收到的信息會被心智來感知为想法、图像、感觉、气味、味道和声音。以这种方式获得的信息可以用来解决问题。 

## 怀疑
科學懷疑論者、魔術師詹姆斯·兰迪写道，西瓦方法： 
聲稱可以提高记忆力、学习能力，以及心灵感应等超自然力量。课程的大部分内容是讓學生來“拜访”想象中的不在場人士并对他们进行分析。尚未有人對這種實踐做法的有效性进行过测试；该系统的其他教师不鼓励进行此类测试。

## 外部鏈接
- 台灣西瓦超心靈感應官方網站
- 西瓦心靈術官方网站（英文）
- 西瓦心靈術個案工作坊（英文）
- 西瓦心靈術官方合作夥伴（英文）